# Contea di Contra Costa
La contea di Contra Costa, in inglese Contra Costa County, è una contea della California, negli Stati Uniti. Si trova nella San Francisco Bay Area. Al censimento del 2014 la popolazione era di 1 111 339 abitanti. Il capoluogo è Martinez.

## Geografia fisica
La contea si trova nel centro-est dello Stato. L'U.S. Census Bureau certifica che l'estensione della contea è di 2078 km², di cui 1865 km² composti da terra e 213 km² composti di acqua. Il punto più conosciuto è Mount Diablo, che si innalza nel nord della catena Diablo.

### Contee confinanti
- Contea di Solano - nord
- Contea di Sacramento - nord-est
- Contea di San Joaquin - est
- Contea di Alameda - sud
- Contea di San Francisco - sud-ovest
- Contea di Marin - ovest
- Contea di Sonoma - nord-ovest

## Storia
La contea di Contra Costa è una delle contee originarie della California e fu costituita nel 1850. Il nome spagnolo si riferisce al fatto che si trovasse sulla costa opposta della baia difronte a San Francisco, anche se ora quella parte di territorio appartiene alla contea di Alameda, formata nel 1853.

## Infrastrutture e trasporti

### Principali strade ed autostrade
- Interstate 80
- Interstate 680
- California State Route 4
- California State Route 160
- California State Route 24
- California State Route 242

## Comuni

### Cities
La contea conta 19 cities:
- Antioch
- Brentwood
- Clayton
- Concord
- Danville
- El Cerrito
- Hercules
- Lafayette
- Martinez
- Moraga
- Oakley
- Orinda
- Pinole
- Pittsburg
- Pleasant Hill
- Richmond
- San Pablo
- San Ramon
- Walnut Creek

### Census-designated places
- Acalanes Ridge
- Alamo
- Alhambra Valley
- Bay Point
- Bayview
- Bethel Island
- Blackhawk
- Byron
- Camino Tassajara
- Castle Hill
- Clyde
- Contra Costa Centre
- Crockett
- Diablo
- Discovery Bay
- East Richmond Heights
- El Sobrante
- Kensington
- Knightsen
- Montalvin Manor
- Mountain View
- Norris Canyon
- North Gate
- North Richmond
- Pacheco
- Port Costa
- Reliez Valley
- Rodeo
- Rollingwood
- Saranap
- San Miguel
- Shell Ridge
- Tara Hills
- Vine Hill